# Denkmal für Veit Demmler

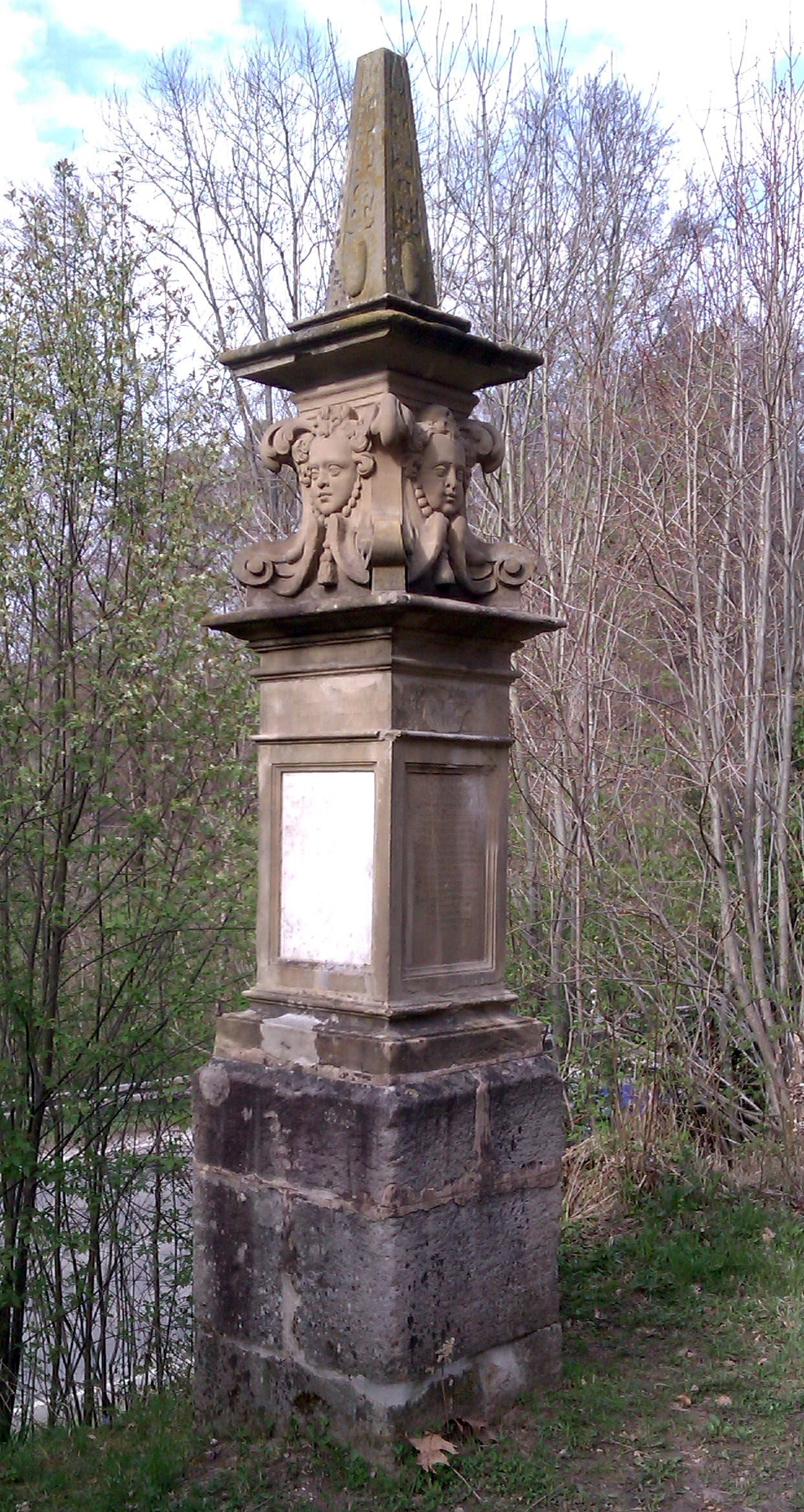
Denkmal für Veit Demmler

Das Denkmal für Veit Demmler ist ein Werk des Bildhauers Jörg Miller in Stuttgart-Vaihingen.
Veit Demmler war der Sohn des Tuchfabrikanten Christoph Demmler aus Calw. Er starb am 10. Juni 1621 im Alter von 13 Jahren bei Stuttgart. Zur Erinnerung ließ sein Vater 1622 ein Denkmal errichten. Stilistisch ist es der Wende von der Renaissance zum Barock zuzuordnen. Das etwa 4,50 m hohe Denkmal steht auf einem Sockel mit quadratischem Grundriss. Darüber befindet sich ein Abschnitt aus Sandstein, der Inschriften trägt; darüber wiederum ein sich nach oben leicht verjüngendes Segment, auf dessen vier Seiten Reliefs in Gesichtsform zu sehen sind. Bekrönt wird das Denkmal durch einen kleinen Obelisken. 1910 wurde das Denkmal von Bildhauer A. Schenk und Baurat Bareiß renoviert.

## Standort
Das Denkmal steht heute unmittelbar südlich der Magstadter Straße gegenüber dem Neuen See.